# Костадин Филипов (кореспондент)
Вижте пояснителната страница за други значения на Костадин Филипов.
Костадин (Коста) Георгиев Филипов е известен български журналист (кореспондент в чужбина, политически коментатор) от Българското национално радио и общественик.

## Биография
Филипов е роден в Петрич на 28 март 1947 година. През 1965 година завършва  гимназията „Пейо К. Яворов“ в родния си град.
Преди 1989 година работи във вестниците „Народна младеж“, „Работническо дело“, „Отечествен фронт“, а след това в БНР, БТА и БНТ. Бил е кореспондент в Скопие и на трите национални медии - и поотделно, и на по две от тях наведнъж - в продължение на 14 години. Филипов е един от най-авторитетните професионалисти в международната журналистика в страната и специалист по Северна Македония. Семеен е. От съпругата си Галя има син Георги и дъщеря Ани, с по 2 внучета от всеки. 
От 2020 година е член на управителния съвет на Македонския научен институт.